# کویتسدورف ام زه
کویتسدورف ام زه (به آلمانی: Quitzdorf am See) یک شهر در آلمان است که در زاکسن واقع شده‌است. کویتسدورف ام زه ۱٬۴۶۳ نفر جمعیت دارد.